# Domingos Lopes Lemos

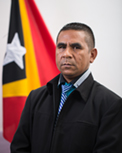
Domingos Lopes Lemos

Domingos Lopes Lemos (* 25. Oktober 1975 in Ermera, Portugiesisch-Timor) ist ein osttimoresischer Politiker. Er ist Mitglied der Partei Congresso Nacional da Reconstrução Timorense (CNRT) und CNRT-Generalsekretär in der Gemeinde Ermera.

## Werdegang
Lemos hat eine Lehrerausbildung. Er war Bildungsdirektor in der Gemeinde Ermera und Superintendente für Bildung im Bildungsministerium. Auf Listenplatz 29 des CNRT scheiterte Lemos bei den Parlamentswahlen in Osttimor 2017, da die Partei nur 22 Sitze gewann. Nach der vorzeitigen Auflösung des Parlaments 2018 trat Lemos bei den Neuwahlen am 12. Mai auf Listenplatz 34 der Aliança para Mudança e Progresso (AMP) an, zu der auch der CNRT gehört, und zog in das Parlament ein. Er wurde Mitglied der parlamentarischen Kommission für Bildung, Gesundheit, soziale Sicherheit und Gleichstellung der Geschlechter (Kommission F). Am 16. Juni 2020 wurde er stattdessen Mitglied der Kommission für Bildung, Gesundheit, soziale Sicherheit und Gleichstellung der Geschlechter (Kommission G).
Bei den Parlamentswahlen 2023 erhielt Lemos Platz 10 auf der Liste des CNRT und erneut einen Sitz im Nationalparlament, gab ihn aber wieder ab, nachdem er am 1. Juli 2023  in der IX. Regierung Osttimors von Premierminister Xanana Gusmão, als Staatssekretär für das Sekundarschulwesen und die technischen Schulen vereidigt wurde.